# NHKイタリア歌劇団
NHKイタリア歌劇団（NHK LIRICA ITALIANA）は、NHKが主催した1956年から1976年にかけて8次に渡って開催されたイタリア・オペラを中心とするオペラ興行である。

## 概要
1956年の第1次は、NHKの放送開始30周年記念事業と日伊文化協定発効記念という名目で開催された。当初は指揮者、演出家と美術、主役と脇役を含む歌手はイタリア人が招かれ、それ以外のオーケストラ、合唱、バレエ、スタッフは日本人が分担する構成であった。当時NHK職員としてかかわっていた三善清達はこの招致によって「日本のオペラの考え方というものを根本から覆された」と語っている。
後年になるに従い、衣装や小道具、舞台製作などでイタリア人スタッフが増加した。このようなスタッフ構成でイタリア人と共同してオペラ製作をすることで、日本人の合唱指揮者、副指揮者、合唱団などの音楽家だけでなく、オペラの裏方スタッフまで、日本におけるオペラ上演の基盤作りに大きく貢献した。
合唱指揮者としての森正、福永陽一郎などに加えて、副指揮者として外山雄三、岩城宏之、若杉弘、菊池彦典などが参加し、多くの若手指揮者のオペラ経験の場となった。スタッフでも美術監督として妹尾河童や、舞台監督助手として佐々木忠次が第1次公演に参加するなど、その後の日本のオペラ人材を育てる礎となった。
第1次公演は、指揮者のヴィットリオ・グイの意向が演目にも影響されたが、当時の日本ではヴェルディの『ファルスタッフ』を受容する聴衆が少なかったため、第2次公演では有名作品中心の選曲となった。しかし、第3次公演での『アンドレア・シェニエ』の日本初演が大成功したことから、第4次の『西部の娘』、第5次の『ドン・カルロ』、第6次の『ラ・ファヴォリータ』、第8次の『アドリアーナ・ルクヴルール』、『シモン・ボッカネグラ』などが日本初演された。
特筆すべきは、第1次公演からテレビとラジオで放映され、日本のオペラの聴衆を一気に拡大させることとなった（オペラ好きとして知られる小泉純一郎元首相は、前述の『アンドレア・シェニエ』をテレビで見たのがきっかけだったと語っている）。ラジオの通常放送に加えて、1956年の第1次公演では既に、NHK第1とNHK第2によるモノラル2波を使って左右独立の音声を流すステレオ放送（当時は「立体放送」と呼んでいた）が実施されていた（1952年12月開始。1954年11月からは同レギュラー番組「立体音楽堂」も開始）こともあり、公演の全演目（全公演ではない）がステレオで収録された。これは現在でも世界中のオペラファンが、1950年代のオペラ黄金期のライブとして礼賛するものである。
又、同公演ではテレビでも最新技術が導入され、1959年の第2次公演からは前年（1958年）日本に初めて導入・実用化された2インチVTRが使用され、1963年の第4次公演では一部の公演にてNHKの音楽番組の劇場中継としては初のカラーVTR収録・放送を実施、1967年の第5次公演からは全面カラー化され、1971年の第6次公演及び1973年の第7次公演では、当時実験放送中だった音声多重放送のステレオ収録・放送を行っている（詳細は各公演を参照）。

## 第1次公演（LIRICA ITALIANA 1956）
1956年9月29日から10月28日まで、『アイーダ』、『フィガロの結婚』、『トスカ』、『ファルスタッフ』のオペラ4演目とヴェルディの『レクィエム』及びオペラ・アリア・コンサートが演奏された。
| 初日     | 作曲家       | 演目                                             | 出演者 | 指揮者、演出家                                                       | 管弦楽団、合唱                                            | 会場                     | 備考                             |
| -------- | ------------ | ------------------------------------------------ | --- | -------------------------------------------------------------------- | --------------------------------------------------------- | ------------------------ | -------------------------------- |
| 9月29日  | ヴェルディ   | アイーダ                                         | アイーダ： アントニエッタ・ステッラ、ルチアーナ・ベルトルリ, アムネリス： ジュリエッタ・シミオナート、ミリアム・ピラッツィーニ, ラダメス： ウンベルト・ボルソ、サルヴァトーレ・プーマ, アモナスロ： ジャンジャコモ・グェルフィ, ランフィス： カルロ・カーヴァ, エジプト王： アントニオ・カッシネルリ, 使者： マリオ・カルリン, 尼僧長 ： 川内澄江                                                                     | 指揮： ヴィットリオ・グイ、ニーノ・ヴェルキ, 演出： ブルーノ・ノフリ | 管弦楽： NHK交響楽団, 合唱： 東京放送合唱団, 二期会合唱団 | 東京宝塚劇場, 宝塚大劇場 | ステッラは東京での初日のみ出演。 |
| 10月3日  | モーツァルト | フィガロの結婚                                   | アルマヴィーヴァ伯爵： アントニオ・カッシネルリ, 伯爵夫人： オリエッタ・モスクッチ, フィガロ： ジュゼッペ・タッデイ, スザンナ： アルダ・ノーニ, ケルビーノ： ジュリエッタ・シミオナート、ミリアム・ピラッツィーニ, バルトロ： カルロ・カーヴァ, マルチェリーナ： リナ・コルシ, ドン・バジリオ： マリオ・カルリン, アントニオ： アントニオ・ボイエル, ドン・クルチオ： グラウコ・スカルリーニ, バルバリーナ： 伊藤京子 | 指揮： ヴィットリオ・グイ, 演出： ブルーノ・ノフリ                   | 管弦楽： NHK交響楽団, 合唱： 東京放送合唱団, 二期会合唱団 | 産経ホール, 宝塚大劇場   |                                  |
| 10月5日  | プッチーニ   | トスカ                                           | スカルピア： ジャンジャコモ・グェルフィ、ジュゼッペ・タッデイ, カヴァラドッシ： ウンベルト・ボルソ、サルヴァトーレ・プーマ, トスカ： ルチアーナ・ベルトルリ, アンジェロッティ： カルロ・カーヴァ, 堂守： アントニオ・ボイエル, スポレッタ： グラウコ・スカルリーニ, シャローネ： 大橋国一, 羊飼いの少年： 栗本尊子 | 指揮： ニーノ・ヴェルキ, 演出： ブルーノ・ノフリ                     | 管弦楽： NHK交響楽団, 合唱： 東京放送合唱団, 二期会合唱団 | 産経ホール               |                                  |
| 10月9日  | ヴェルディ   | ファルスタッフ                                   | ファルスタッフ： ジュゼッペ・タッデイ, フォード： アントニオ・ボイエル, フェントン： ファン・オンシーナ, カイウス： グラウコ・スカルリーニ, バルドルフォ： マリオ・カルリン, ピストーラ： アントニオ・カッシネルリ, アリーチェ・フォード： オリエッタ・モスクッチ, ナンネッタ： アルダ・ノーニ, クイックリー夫人： ミリアム・ピラッツィーニ, メグ・ペイジ： リナ・コルシ                                              | 指揮： ヴィットリオ・グイ, 演出： ブルーノ・ノフリ                   | 管弦楽： NHK交響楽団, 合唱： 東京放送合唱団, 二期会合唱団 | 産経ホール, 宝塚大劇場   |                                  |
| 10月19日 | ヴェルディ   | レクイエム                                       | ソプラノ ： オリエッタ・モスクッチ, メゾソプラノ ： ミリアム・ピラッツィーニ, テノール ： ファン・オンシーナ, パス ： カルロ・カーヴァ | 指揮： ヴィットリオ・グイ,                                           | 管弦楽： NHK交響楽団, 合唱： 東京放送合唱団, 二期会合唱団 | 日比谷公会堂,            | 日伊文化協定発効記念             |
| 10月28日 | －           | イタリア歌劇団による原爆被災者救済募金慈善演奏会 | ソプラノ： アルダ・ノーニ、オリエッタ・モスクッチ, メゾ・ソプラノ： ジュリエッタ・シミオナート、ミリアム・ピラッツィーニ, テノール： ウンベルト・ボルソ、サルヴァトーレ・プーマ、ファン・オンシーナ, バリトン： ジュゼッペ・タッデイ, バス： アントニオ・カッシネルリ、カルロ・カーヴァ, | 指揮： ヴィットリオ・グイ, ニーノ・ヴェルキ                          | 管弦楽： NHK交響楽団                                      | 神戸国際会館,            |                                  |

## 第2次公演（LIRICA ITALIANA SECONDA STAGIONE）
1959年2月4日から3月7日まで、『オテロ』、『ラ・ボエーム』、『愛の妙薬』、『椿姫』、『カルメン（イタリア語上演）』の5演目とオペラ・アリア・コンサートが演奏された。
全8回のイタリア歌劇団公演の中でも、『オテロ』の上演は白眉とされる。

デル・モナコの歌唱は、日本のオペラ界における「黒船｣にも喩えられ、上演から半世紀以上経っても「デル・モナコのオテロを見た」と語るオペラ・ファンがいる。対するゴッビも「オペラ團十郎」と喩えられる劇的な表現で、多くの日本人がオペラにおける演技に開眼した。声の絶頂期にあった二人の歌手が、それぞれの当たり役で優れたステレオ録音に加えて、映像でも残されたことで、LDやDVDのメディアに加えて、YouTubeなどで世界中のオペラ・ファンを今なお魅了し続けている。
尚、同年3月1日での『カルメン』 第2・4幕の放送については、NHKラジオ第1・第2及びNHK教育テレビ音声（東京のみ）のモノラル3波を使った、三元立体（＝3チャンネルステレオ）放送を実施している。
テレビの録画放送では、この公演から前年に導入された2インチVTRの使用が開始された。しかし、この公演当時は未だ放送用として使用できるビデオテープの数が少ないこともあり、ビデオテープではなくキネレコで残されており、後に再放送・映像ソフトで発売された映像は全てそのキネレコによるものである。
| 初日    | 作曲家       | 演目                       | 出演者 | 指揮者、演出家                                                         | 管弦楽団、合唱                                                                                              | 会場                                   | 備考 |
| ------- | ------------ | -------------------------- | --- | ---------------------------------------------------------------------- | --- | -------------------------------------- | --- |
| 2月4日  | ヴェルディ   | オテロ                     | オテロ： マリオ・デル・モナコ, ヤーゴ： ティート・ゴッビ、アルド・プロッティ, カッシオ： マリアーノ・カルーソー, ロデリーゴ： ガブリエレ・デ・ユリス, ロドヴィーコ： プリニオ・クラバッシ, モンターノ： 岡村喬生, 伝令： ジョルジョ・オネスティ, デズデモナ： ガブリエラ・トゥッチ, エミーリア： アンナ・ディ・スタジオ | 指揮： アルベルト・エレーデ, 演出： ブルーノ・ノフリ                   | 管弦楽： NHK交響楽団, 合唱： 東京放送合唱団, 二期会合唱団, 藤原歌劇団合唱部, 東京少年合唱隊, 大阪放送合唱団 | 東京宝塚劇場, 大阪フェスティバルホール | 映像は2月4日、音声は2月7日（ステレオ）の収録。 |
| 2月5日  | プッチーニ   | ラ・ボエーム               | ロドルフォ： フェルッチョ・タリアヴィーニ、ジャンニ・ヤイヤ, マルチェルロ： シピオ・コロンボ, ショナール： アルトゥーロ・ラ・ポルタ、立川澄人, コッリーネ： プリニオ・クラバッシ, ブノア： ジョルジョ・オネスティ, アルチンドロ： ジョルジョ・オネスティ, ミミ： アンジェラ・ヴェルチェッリ, ムゼッタ： アルダ・ノーニ, パルピニョール： ガブリエレ・デ・ユリス、宮本正                                                                        | 指揮： ニーノ・ヴェルキ, 演出： ブルーノ・ノフリ                       | 管弦楽： NHK交響楽団, 合唱： 東京放送合唱団, 二期会合唱団, 藤原歌劇団合唱部, 東京少年合唱隊, 大阪放送合唱団 | 東京宝塚劇場, 大阪フェスティバルホール | 2月22日公演の一部が、レコードの特典盤として配布された。                                                                                                 |
| 2月8日  | ドニゼッティ | 愛の妙薬                   | アディーナ： アルダ・ノーニ, ネモリーノ： フェルッチョ・タリアヴィーニ, ベルコーレ： アルトゥーロ・ラ・ポルタ, ドゥルカマーラ： パオロ・モンタルソロ, ジャンネッタ： サンタ・キッサーリ | 指揮： アルベルト・エレーデ、ニーノ・ヴェルキ, 演出： ブルーノ・ノフリ | 管弦楽： NHK交響楽団, 合唱： 東京放送合唱団, 二期会合唱団, 藤原歌劇団合唱部, 東京少年合唱隊, 大阪放送合唱団 | 東京宝塚劇場, 大阪フェスティバルホール | 映像は2月8日、音声は2月11日（ステレオ）の収録。 |
| 2月17日 | ヴェルディ   | 椿姫                       | ヴィオレッタ： ガブリエラ・トゥッチ, フローラ： アンナ・ディ・スタジオ, アルフレード： ジャンニ・ヤイヤ, ジェルモン： アルド・プロッティ、シピオ・コロンボ, ガストーネ子爵： マリアーノ・カルーソー, ドゥフォール男爵： アルトゥーロ・ラ・ポルタ、宮本昭太, ドビニー侯爵： パオロ・モンタルソロ, グランヴィル： ジョルジョ・オネスティ, アンニーナ： サンタ・キッサーリ                                                                        | 指揮： アルベルト・エレーデ, 演出： ブルーノ・ノフリ                   | 管弦楽： NHK交響楽団, 合唱： 東京放送合唱団, 二期会合唱団, 藤原歌劇団合唱部, 東京少年合唱隊, 大阪放送合唱団 | 東京宝塚劇場, 大阪フェスティバルホール | 2月17日公演の一部が、レコードの特典盤として配布された。                                                                                                 |
| 2月19日 | ビゼー       | カルメン（イタリア語上演） | カルメン： ジュリエッタ・シミオナート, ミカエラ： ガブリエラ・トゥッチ, リナ・ジーリ、アンジェラ・ヴェルチェッリ, フラスキータ： サンタ・キッサーリ, メルセデス： アンナ・ディ・スタジオ, ドン・ホセ： マリオ・デル・モナコ, エスカミーリョ： シピオ・コロンボ、アルド・プロッティ, ダンカイロ： アルトゥーロ・ラ・ポルタ, レメンダード： マリアーノ・カルーソー, スニガ： パオロ・モンタルソロ, モラレス： 宮本昭太、アルトゥーロ・ラ・ポルタ | 指揮： ニーノ・ヴェルキ, 演出： ブルーノ・ノフリ                       | 管弦楽： NHK交響楽団, 合唱： 東京放送合唱団, 二期会合唱団, 藤原歌劇団合唱部, 東京少年合唱隊, 大阪放送合唱団 | 東京宝塚劇場, 大阪フェスティバルホール | 音声は2月19日の公演。 1984年にテレビで抜粋が再放映されたが、映像は発売されていない。                                                                    |
| 2月25日 | －           | イタリア歌劇団特別演奏会   | ソプラノ： ガブリエラ・トゥッチ、アルダ・ノニ、サンタ・キッサーリ、アンジェラ・ヴェルチェッリ, メゾ・ソプラノ： ジュリエッタ・シミオナート、アンナ・ディ・スタジオ, テノール： フェルッチョ・タリアヴィーニ、ジャンニ・ヤイヤ, バリトン： アルド・プロッティ、シピオ・コロンボ, バス： プリニオ・クラバッシ、パオロ・モンタルソロ | 指揮： アルベルト・エレーデ、ニーノ・ヴェルキ,                         | 管弦楽： NHK交響楽団                                                                                        | 東京宝塚劇場                           | 音声で発売されたのは、トゥッチ、ノーニ、シミオナート、タリアヴィーニ、プロッティ、コロンボ、クラバッシ、モンタルソロの歌唱。 映像では発売されていない。 |

## 第3次公演（LIRICA ITALIANA TERZA STAGIONE）
1961年9月28日から11月2日まで、『アンドレア・シェニエ』、『リゴレット』、『トスカ』、『アイーダ』、『カヴァレリア・ルスティカーナ』、『道化師』の6演目とオペラ・アリア・コンサートが演奏された。
第2次公演で大評判となったデル・モナコが、得意とするアンドレア・シェニエ、ラダメス（アイーダ）、カニオ（道化師）の3役を歌った。日本初演となる「アンドレア・シェニエ」は、デル・モナコとテバルディの名コンビが唯一共演することもあり大成功となった。
尚この年の公演からは、現存する映像資料が幸いにもビデオテープにて保存された為、再放送・映像ソフト共に現存するそれらを使っている。
| 初日     | 作曲家                       | 演目                                 | 出演者 | 指揮者、演出家                                                                   | 管弦楽団、合唱                                                                                                | 会場                                   | 備考 |
| -------- | ---------------------------- | ------------------------------------ | --- | -------------------------------------------------------------------------------- | --- | -------------------------------------- | --- |
| 9月28日  | ジョルダーノ                 | アンドレア・シェニエ （日本初演）    | アンドレア・シェニエ： マリオ・デル・モナコ, マッダレーナ： レナータ・テバルディ, カルロ・ジェラール： ジャンジャコモ・グェルフィ、アルド・プロッティ, ベルシ： アンナ・ディ・スタジオ, マデロン： アンナ・ディ・スタジオ, コアニー伯夫人： アマリア・ピーニ, フレヴィル： アルトゥーロ・ラ・ポルタ, マテュー： アルトゥーロ・ラ・ポルタ, ルーシェ：シルヴァーノ・パリューカ, フーキエ・タンヴィル： シルヴァーノ・パリューカ, 修道僧： アントニオ・ピリーノ, 密偵： アントニオ・ピリーノ, 家令： ジョルジョ・オネスティ, デュマ： ジョルジョ・オネスティ, シュミット： ジョルジョ・オネスティ | 指揮： フランコ・カプアーナ, 演出： ブルーノ・ノフリ                             | 管弦楽： 二期会合唱団,、藤原歌劇団合唱部、 東京コラリアーズ                                                   | 東京宝塚劇場, 大阪フェスティバルホール | 音声は9月28日と10月5日公演から（ステレオ）。 映像は10月1日公演のもの。                                               |
| 9月30日  | ヴェルディ                   | リゴレット                           | マントヴァ公： ジャンニ・ポッジ, リゴレット： アルド・プロッティ、アッティリオ・ドラーツィ, ジルダ： ガブリエラ・トゥッチ, スパラフチレ： パオロ・ワシントン, マッダレーナ： アンナ・ディ・スタジオ, ジョヴァンナ： アマリア・ピーニ, モンテローネ伯： シルヴァーノ・パリューカ, マルーロ： アルトゥーロ・ラ・ポルタ, ボルサ： アトス・チェザリーニ, チェプラーノ伯： ジョルジョ・オネスティ, チェプラーノ伯夫人： アンナ・ディ・スタジオ, 小姓： 松内和子, 衛兵： 坂本博士 | 指揮： アルトゥーロ・バジーレ、ジュゼッペ・モレッリ, 演出： カルロ・ピッチナート | 管弦楽： NHK交響楽団, 合唱： 二期会合唱団,、藤原歌劇団合唱部、 東京コラリアーズ                               | 東京宝塚劇場, 大阪フェスティバルホール | 音声は10月3日の公演（ステレオ）。 1985年にテレビで全曲が再放映されたが、公式には映像は発売されていない。             |
| 10月11日 | プッチーニ                   | トスカ                               | フローリア・トスカ： レナータ・テバルディ, マリオ・カヴァラドッシ： ジャンニ・ポッジ, スカルピア男爵： ジャンジャコモ・グェルフィ、アルド・プロッティ, チェーザレ・アンジェロッティ： シルヴァーノ・パリューカ, 堂守： アルトゥーロ・ラ・ポルタ、ジョルジョ・オネスティ, スポレッタ： アントニオ・ピリーノ, シャローネ： アルトゥーロ・ラ・ポルタ、ジョルジョ・オネスティ, 看守： ジョルジョ・オネスティ、アルトゥーロ・ラ・ポルタ, 羊飼い： 栗本尊子 | 指揮： アルトゥーロ・バジーレ, 演出： ブルーノ・ノフリ                           | 管弦楽： NHK交響楽団, 合唱： 東京放送合唱団、二期会合唱団、藤原歌劇団合唱部、東京コラリアーズ、大阪放送合唱団 | 東京宝塚劇場, 大阪フェスティバルホール | 音声は10月11日の公演から（ステレオ）。 映像は10月22日の公演から                                                      |
| 10月13日 | ヴェルディ                   | アイーダ                             | アイーダ： ガブリエラ・トゥッチ, アムネリス： ジュリエッタ・シミオナート, ラダメス： マリオ・デル・モナコ、アンジェロ・ロ・フォレーゼ, アモナスロ： アルド・プロッティ、ジャンジャコモ・グェルフィ, ラムフィス： パオロ・ワシントン, エジプト王： シルヴァーノ・パリューカ, 使者： アトス・チェザリーニ, 尼僧長： 川内澄江 | 指揮： フランコ・カプアーナ、ジュゼッペ・モレッリ, 演出： カルロ・ピッチナート   | 管弦楽： NHK交響楽団, 合唱： 東京放送合唱団、二期会合唱団、藤原歌劇団合唱部、東京コラリアーズ、大阪放送合唱団 | 東京宝塚劇場, 大阪フェスティバルホール | 音声は10月16日公演（ステレオ）。 映像は10月13日公演。                                                                |
| 10月21日 | マスカーニ、レオンカヴァッロ | カヴァレリア・ルスティカーナ、道化師 | カヴァレリア・ルスティカーナ サントゥッツァ： ジュリエッタ・シミオナート, ローラ： アンナ・ディ・スタジオ, トゥリッドゥ： アンジェロ・ロ・フォレーゼ, アルフィオ： アッティリオ・ドラーツィ, ルチア： アマリア・ピーニ, 道化師 カニオ： マリオ・デル・モナコ, ネッダ： ガブリエルラ・トゥッチ, トニオ： アルド・プロッティ, ベッペ： アントニオ・ピリーノ, シルヴィオ： アッティリオ・ドラーツィ | 指揮： ジュゼッペ・モレッリ, 演出： ブルーノ・ノフリ                             | 管弦楽： NHK交響楽団, 合唱： 二期会合唱団、藤原歌劇団合唱部、東京コラリアーズ                                 | 東京宝塚劇場, 大阪フェスティバルホール | 音声は10月21日公演（ステレオ）。 映像は「カヴァレリア・ルスティカーナ」は10月23日、「道化師」は10月25日公演。        |
| 10月24日 | －                           | イタリア歌劇団特別演奏会             | ソプラノ： レナータ・テバルディ、ガブリエラ・トゥッチ, メゾ・ソプラノ： ジュリエッタ・シミオナート, テノール： ジャンニ・ポッジ、アンジェロ・ロ・フォレーゼ、マリオ・デル・モナコ, バリトン： アルド・プロッティ、アッティーリオ・ドラーツィ, バス： パオロ・ワシントン | 指揮： ジュゼッペ・モレッリ                                                      | 管弦楽： NHK交響楽団                                                                                          | 東京文化会館                           | 発売されたのは、テバルディ、トゥッチ、シミオナート、ポッジ、デル・モナコ、プロッティ、ドラーツィ、ワシントンの歌唱。 |

## 第4次公演（LIRICA ITALIANA 1963）
1963年10月16日から11月21日まで、『イル・トロヴァトーレ』、『蝶々夫人』、『セビリアの理髪師』、『西部の娘』の4演目とオペラ・アリア・コンサートが演奏された。
当初は『イル・トロヴァトーレ』と『西部の娘』でマリオ・デル・モナコの配役が発表されていたが、直前にキャンセルされた。そのせいもあってか、メディアでは『イル・トロヴァトーレ』の音声が発売されたのみである。第1次から第4次まで登場したシミオナートは、今回が最後の登場となった。
尚、『蝶々夫人』『セビリアの理髪師』は、NHKにとって、VTR車を使った最初のカラー収録を実施、音楽番組の劇場中継としては初のカラー放送として教育テレビで放送された（東京・大阪・名古屋地区のみ）。『セビリアの理髪師』は1964年1月1日に、『蝶々夫人』が同月3日に、共に同年の正月番組として放送された。
| 初日     | 作曲家     | 演目                     | 出演者 | 指揮者、演出家                                                       | 管弦楽団、合唱                                                              | 会場                                   | 備考 |
| -------- | ---------- | ------------------------ | --- | -------------------------------------------------------------------- | --------------------------------------------------------------------------- | -------------------------------------- | --- |
| 10月16日 | ヴェルディ | イル・トロヴァトーレ     | ルーナ伯爵： エットーレ・バスティアニーニ、アルド・プロッティ, レオノーラ： アントニエッタ・ステッラ、クラウディア・パラーダ, アズチェーナ： ジュリエッタ・シミオナート、ルチア・ダニエリ, マンリーコ： ガストーネ・リマリッリ、アントニオ・アンナローロ, フェランド： ブルーノ・マランゴーニ, イネス： アンナ・ディ スタジオ, ルイス： マリオ・グッジャ, 年寄りのジプシー： ジョルジョ・オネスティ, 伝令： アウグスト・ペドゥローニ | 指揮： オリヴィエーロ・デ・ファブリティース, 演出： ブルーノ・ノフリ | 管弦楽： NHK交響楽団, 合唱： 東京放送合唱団、二期会合唱団、藤原歌劇団合唱部 | 東京文化会館, 大阪フェスティバルホール | 音声は10月16日の公演（ステレオ）。 映像は10月24日公演（バスティアニーニ以外は裏キャスト）の2幕以降が存在するが、公式には発売されていない。 |
| 10月18日 | プッチーニ | 蝶々夫人                 | 蝶々夫人： ミエッタ・シーゲレ, ピンカートン： アンジェロ・モーリ, スズキ： アンナ・ディ・スタジオ, シャープレス： アッティリオ・ドラーツィ, ゴロー： マリオ・グッジャ, ボンゾ： マリオ・リナウド, ヤマドリ： アルトゥーロ・ラ ポルタ, 神官： ジョルジョ・オネスティ, ケート・ピンカートン： 栗本尊子 | 指揮： ニーノ・ヴェルキ, 演出： 青山圭男                             | 管弦楽： NHK交響楽団, 合唱： 二期会合唱団、藤原歌劇団合唱部                 | 東京文化会館, 大阪フェスティバルホール | FMで10月29日公演全曲が再放映されているが、これまで発売無し。                                                                               |
| 10月23日 | ロッシーニ | セビリアの理髪師         | フィガロ： アルド・プロッティ, ロジーナ： ジュリエッタ・シミオナート, アルマヴィーヴァ伯爵： ロレンツォ・サバトゥッチ, ドン・バジーリオ： ニコラ・ロッシ＝レメーニ, ドン・バルトロ： アルトゥーロ・ラ ポルタ, ベルタ： アンナ・ディ スタジオ, フィオレッロ： ジョルジョ・オネスティ, 軍曹： マリオ・グッジャ, アンブロージョ： 久米明、有馬五郎, 公証人： 桑山正一、小林恭 | 指揮： ニーノ・ヴェルキ, 演出： ブルーノ・ノフリ                     | 管弦楽： NHK交響楽団, 合唱： 二期会合唱団、藤原歌劇団合唱部                 | 東京文化会館, 大阪フェスティバルホール | FMで10月23日公演全曲が再放映されているが、これまで発売無し。                                                                               |
| 11月2日  | プッチーニ | 西部の娘 （日本初演）    | ミニー： アントニエッタ・ステッラ, ジャック・ランス： アンセルモ・コルツァーニ, ディック・ジョンソン： ガストーネ・リマリッリ、アントニオ・アンナローロ, ニック： マリオ・グッジャ, アシュビー： ブルーノ・マランゴーニ, ソノーラ： アルトゥーロ・ラ ポルタ, トリン： アントニオ・サーバ, シッド： ジョルジョ・オネスティ, ベルロ： マルコ・スコッティ, ハリー： アウグスト・ペドゥローニ, ジョー： アトス・チェザリーニ、アントニオ・ピリーノ, ハピー： パオロ・マッツォッタ, ラーケンズ： マリオ・リナウド, ビリー・ジャックラビット： ジョルジョ・オネスティ, ウォークル： アンナ・ディ スタジオ, ジェーク・ウォーレス： ブルーノ・マランゴーニ, ホセ・カストロ： ジョルジョ・オネスティ, 郵便屋： 中村健 | 指揮： オリヴィエーロ・デ・ファブリティース, 演出： ブルーノ・ノフリ | 管弦楽： NHK交響楽団, 合唱： 二期会合唱団、藤原歌劇団合唱部                 | 東京文化会館, 大阪フェスティバルホール | FMで11月11日公演全曲が再放映されているが、これまで発売無し。                                                                               |
| 11月4日  | －         | イタリア歌劇団特別演奏会 | ソプラノ： アントニエッタ・ステッラ、ミエッタ・シーゲレ、クラウディア・パラーダ, メゾ・ソプラノ： ルチア・ダニエリ、アンナ・ディ・スタジオ, テノール： ガストーネ・リマリッリ、アンジェロ・モーリ、アントニオ・アンナローロ、ロレンツォ・サヴァトゥッチ, バリトン： アルド・プロッティ、アッティーリオ・ドラーツィ, バス： ニコラ・ロッシ・レメーニ、ブルーノ・マランゴーニ | 指揮： オリヴィエーロ・デ・ファブリティース、ニーノ・ヴェルキ        | 管弦楽： NHK交響楽団                                                        | 東京文化会館                           | FMで再放送されているが、これまで発売無し。                                                                                                 |

## 第5次公演（LIRICA ITALIANA 1967）
1967年9月2日から9月23日まで、『ドン・カルロ』、『ランメルモールのルチア』、『仮面舞踏会』、『ラ・ボエーム』の4演目とオペラ・アリア・コンサートが演奏された。
第4次で大いに評判を取ったバスティアニーニを想定した演目であったが、バスティアニーニは1967年1月25日に死去した。
第4次までの歌手はほぼ全員がイタリア人であったが、第5次からはイタリア人以外の歌手が含まれるようになった。
第5次からは大阪での公演が無くなり、東京でのみ開催となった。
NHKのテレビ収録及び放送は、この第5次公演から全面カラー化された。初日である9月2日公演の『ドン・カルロ』は、公演直後即日にNHK総合のゴールデンタイムにて録画放送された。
| 初日    | 作曲家       | 演目                                       | 出演者 | 指揮者、演出家                                                       | 管弦楽団、合唱                                                              | 会場          | 備考                                                        |
| ------- | ------------ | ------------------------------------------ | --- | -------------------------------------------------------------------- | --------------------------------------------------------------------------- | ------------- | ----------------------------------------------------------- |
| 9月2日  | ヴェルディ   | ドン・カルロ （日本初演、イタリア語4幕版） | フィリッポ2世： ニコラ・ロッシ＝レメーニ, ドン・カルロ： シャーンドル・コーンヤ, ロドリーゴ： セスト・ブルスカンティーニ, 宗教裁判長： アントニオ・ツェルビーニ, 修道士： フランコ・プリエーゼ, エリザベッタ： ギネス・ジョーンズ, エボリ公女： ビセルカ・ツヴェイチ, テバルド： ミレッラ・フィオレンティーニ, レルマ伯爵： セルジョ・バルディ, 王の使者： ジュゼッペ・バラッティ, 天の声： ビアンカ・マウーリ, アレンベルク伯爵夫人： 服部マリ, フランドルの使節： 島田恒輔, 田原祥一郎, 宮本昭太, 平野忠彦, 田島好一, 高橋修一, | 指揮： オリヴィエーロ・デ・ファブリティース, 演出： ブルーノ・ノフリ | 管弦楽： NHK交響楽団, 合唱： 東京放送合唱団、二期会合唱団、藤原歌劇団合唱部 | 東京文化会館, | DVDで発売されたのは9月4日公演。                             |
| 9月3日  | ドニゼッティ | ランメルモールのルチア                     | エンリーコ・アシュトン： マリオ・ザナージ、レナート・ブルゾン, ルチア： レナータ・スコット, エドガルド： カルロ・ベルゴンツィ、ヴェリアーノ・ルケッティ, アルトゥーロ： アンジェロ・マルキアンディ、ジュゼッペ・バラッティ, ライモンド： プリニオ・クラバッシ, アリーサ： ミレッラ・フィオレンティーニ, ノルマンノ： ジュゼッペ・バラッティ | 指揮： ブルーノ・バルトレッティ, 演出： ブルーノ・ノフリ             | 管弦楽： NHK交響楽団, 合唱： 東京混声合唱団                                 | 東京文化会館, | DVDで発売されたのは9月3日公演。                             |
| 9月10日 | ヴェルディ   | 仮面舞踏会                                 | グスターヴォ3世： カルロ・ベルゴンツィ, アンカルストローム伯爵： マリオ・ザナージ, アメリア： アントニエッタ・ステッラ, ウルリカ： ルチア・ダニエリ, オスカル： マルゲリータ・グリエルミ, クリスティアーノ： マリオ・フラスカ, ホーン伯爵： プリニオ・クラバッシ, リビング伯爵： アントニオ・ツェルビーニ, 判事： セルジョ・バルディ, アメリアの召使： ジュゼッペ・バラッティ | 指揮： オリヴィエーロ・デ・ファブリティース, 演出： ブルーノ・ノフリ | 管弦楽： NHK交響楽団, 合唱： 二期会合唱団、藤原歌劇団合唱部                 | 東京文化会館, | DVDで発売されたのは9月10日公演。                            |
| 9月15日 | プッチーニ   | ラ・ボエーム                               | ロドルフォ： ルッジェロ・ボンディーノ, マルチェルロ： セスト・ブルスカンティーニ、レナート・ブルソン, ショナール： グイド・マッツィーニ, コルリーネ： プリニオ・クラバッシ, ブノア： セルジョ・バルディ, アルチンドロ： エルヴィオ・ヴァルツィ, ミミ： ミエッタ・シーゲレ, ムゼッタ： マルゲリータ・グリエルミ, パルピニョール： ジュゼッペ・バラッティ, 税官吏： 田島好一 | 指揮： オリヴィエーロ・デ・ファブリティース, 演出： ブルーノ・ノフリ | 管弦楽： NHK交響楽団, 合唱： 二期会合唱団, 藤原歌劇団合唱部, 東京少年合唱隊 | 東京文化会館, | FMで9月15日公演全曲が再放送されているが、これまで発売無し。 |
| 9月19日 | －           | イタリア歌劇団特別演奏会                   | ソプラノ： レナータ・スコット, バリトン： セスト・ブルスカンテーニ | 指揮： オリヴィエーロ・デ・ファブリティース                          | 管弦楽： NHK交響楽団                                                        | 東京文化会館  | FMで再放送されているが、これまで発売無し。                  |

## 第6次公演（LIRICA ITALIANA 1971）
1971年9月1日から9月23日まで、『ノルマ』、『トゥーランドット』、『リゴレット』、『ラ・ファヴォリータ』の4演目が上演された。
歌手だけでなく、指揮者についてもイタリア人以外のマタチッチが加わった。
尚この公演時、NHKは総合テレビにて音声多重放送の実験放送を実施していた時期で、同公演に於いては、『リゴレット』がステレオ対応のVTRで収録・放送された（ステレオ放送は東京地区のみ）。
| 初日    | 作曲家       | 演目                            | 出演者 | 指揮者、演出家                                                                                           | 管弦楽団、合唱                                                      | 会場          | 備考 |
| ------- | ------------ | ------------------------------- | --- | --- | ------------------------------------------------------------------- | ------------- | --- |
| 9月1日  | ベッリーニ   | ノルマ                          | ポリオーネ： ジャンフランコ・チェッケレ, オロヴェーソ： イヴォ・ヴィンコ, ノルマ： エレナ・スリオティス、カルラ・フェラーリオ, アダルジーザ： フィオレンツァ・コッソット, クロティルデ： アンナ・ディ・スタジオ, フラーヴィオ： フランコ・カステッラーナ | 指揮： オリヴィエーロ・デ・ファブリティース, 演出： ブルーノ・ノフリ                                     | 管弦楽： NHK交響楽団, 合唱： 日本プロ合唱団連合                     | 東京文化会館, | スリオティスは、喉の炎症により初日は第1幕のみ出演、2，3日目はキャンセル、最終日の9月9日のみ全曲を歌っている。 FMで最終日の全曲が再放送されているが、公式には音声、映像共に発売されていない。                       |
| 9月3日  | プッチーニ   | トゥーランドット                | トゥーランドット： マリオン・リッペルト, ティムール： プリニオ・クラバッシ, カラフ： フラヴィアーノ・ラボー, リュー： リディア・マリンピエトリ, ピン： グイド・マッツィーニ, パン： アウグスト・ペドゥローニ, ポン： フランコ・カステッラーナ, 皇帝アルトウム： 中村健, 役人： 田島好一 | 指揮： ロヴロ・フォン・マタチッチ、オリヴィエーロ・デ・ファブリティース, 演出： ジュゼッペ・デ・トマージ | 管弦楽： NHK交響楽団, 合唱： 日本プロ合唱団連合, 東京放送児童合唱団 | 東京文化会館, | FMで9月8日公演の全曲が再放送されたが、公式には音声、映像共に発売されていない。 |
| 9月7日  | ヴェルディ   | リゴレット                      | マントヴァ公爵： ルチアーノ・パヴァロッティ, リゴレット： ピーター・グロッソップ、ワルター・モナケージ, ジルダ： ルイズ・ラッセル, スパラフチレ： ルッジェーロ・ライモンディ、イヴォ・ヴィンコ, マッダレーナ： アンナ・ディ・スタジオ, ジョヴァンナ： アンナ・ディ・スタジオ, モンテローネ伯爵： プリニオ・クラバッシ, マルーロ： グイド・マッツィーニ, ボルサ： アウグスト・ペドゥローニ, チェプラーノ伯爵： 田島好一, チェプラーノ伯爵夫人： マリーサ・ゾッティ, 小姓： マリーサ・ゾッティ, 衛兵： 島田恒輔 | 指揮： ロヴロ・フォン・マタチッチ, 演出： ブルーノ・ノフリ                                               | 管弦楽： NHK交響楽団, 合唱： 日本プロ合唱団連合                     | 東京文化会館, | FMで9月7日の公演全曲が再放送されているが、公式には音声、映像共に発売されていない。 パヴァロッティが "La donna è mobile" を歌った直後に、客席で聞いていた音大生が舞台に駆け上がり抱きついたハプニングでも知られる。 |
| 9月13日 | ドニゼッティ | ラ・ファヴォリータ （日本初演） | アルフォンソ11世： セスト・ブルスカンティーニ, レオノーラ： フィオレンツァ・コッソット, フェルナンド： アルフレード・クラウス, バルダッサーレ： ルッジェーロ・ライモンディ, ドン・ガスパロ： アウグスト・ペドゥローニ, イネス： マリーサ・ゾッティ | 指揮： オリヴィエーロ・デ・ファブリティース, 演出： ブルーノ・ノフリ                                     | 管弦楽： NHK交響楽団, 合唱： 日本プロ合唱団連合                     | 東京文化会館, | DVDで発売されたのは9月13日公演。 |

## 第7次公演（LIRICA ITALIANA 1973）
1973年9月8日から9月29日まで、『アイーダ』、『ファウスト』、『椿姫』、『トスカ』の4演目が上演された。
第7次から会場がNHKホールに変わった。

『ファウスト』は、NHKイタリア歌劇団で唯一イタリア語以外で上演された。
この公演時も、NHKは総合テレビにて音声多重放送の実験放送を実施していた時期で、同公演に於いては、『椿姫』がステレオ対応のVTRで収録・放送された（ステレオ放送は東京地区のみ）。
| 初日    | 作曲家     | 演目       | 出演者 | 指揮者、演出家                                                                 | 管弦楽団、合唱                                   | 会場       | 備考 |
| ------- | ---------- | ---------- | --- | ------------------------------------------------------------------------------ | ------------------------------------------------ | ---------- | --- |
| 9月8日  | ヴェルディ | アイーダ   | エジプト王： フランコ・プリエーゼ, アムネリス： フィオレンツァ・コッソット, アイーダ： オリアンナ・サントゥニオーネ, ラダメス： カルロ・ベルゴンツィ、フラヴィアーノ・ラボー, ラムフィス： イヴォ・ヴィンコ, アモナズロ： ジャンピエロ・マストロメイ, 使者： フェルナンド・ヤコプッチ, 尼僧長： アンナ・ディスタジオ,                                                                                       | 指揮： オリヴィエーロ・デ・ファブリティース, 演出： ルイージ・スクアルツィーナ | 管弦楽： NHK交響楽団, 合唱： 日本プロ合唱団連合  | NHKホール, | DVDで発売されたのは9月8日公演。 |
| 9月9日  | グノー     | ファウスト | ファウスト： アルフレード・クラウス, メフィストフェレス： ニコライ・ギャウロフ, ヴァレンティン： ロレンツォ・サッコマーニ, ワーグナー： グイド・マッツィーニ、パオロ・マッツォッタ, マルガレーテ： レナータ・スコット, ジーベル： ミレーナ・ダルピーヴァ, マルテ： アンナ・ディスタジオ | 指揮： ポール・エチュアン, 演出： アントネッロ・マダウ＝ディアツ               | 管弦楽： NHK交響楽団, 合唱： 日本プロ合唱団連合, | NHKホール, | DVDで9月9日と12日の公演から発売された。 |
| 9月19日 | ヴェルディ | 椿姫       | ヴィオレッタ： レナータ・スコット, フローラ： アンナ・ディスタジオ, アンニーナ： アンナ・ペドゥローニ, アルフレード・ジェルモン： ホセ・カレーラス, ジョルジュ・ジェルモン： セスト・ブルスカンティーニ, ガストン子爵： フェルナンド・ヤコプッチ, ドゥフォール男爵： グイド・マッツィーニ, ドビニー侯爵： フランコ・ロンバルディ, グランヴィル： カルロ・メリチアーニ, ジュゼッペ： 金谷良三, 使者： 久岡昇 | 指揮： ニーノ・ヴェルキ, 演出： ブルーノ・ノフリ                               | 管弦楽： NHK交響楽団, 合唱： 日本プロ合唱団連合  | NHKホール, | テレビとFMで9月19日公演全曲が再放送されたが、公式には音声、映像共に発売されていない。尚、同年9月23日の総合テレビに於ける同日公演の放送では、東京地区のみであるが、実験放送中の音声多重放送にて、ステレオで放送された。 |
| 9月24日 | プッチーニ | トスカ     | トスカ： ライナ・カバイヴァンスカ, カヴァラドッシ： フラヴィアーノ・ラボー, スカルピア男爵： ジャンピエロ・マストロメイ, アンジェロッティ： カルロ・メリチアーニ, 堂守： グイド・マッツィーニ, スポレッタ： フェルナンド・ヤコプッチ, シャローネ： フランコ・ロンバルディ, 看守： パオロ・マッツォッタ, 羊飼： 常森寿子                                                                                     | 指揮： オリヴィエーロ・デ・ファブリティース, 演出： ブルーノ・ノフリ           | 管弦楽： NHK交響楽団, 合唱： 日本プロ合唱団連合  | NHKホール, | DVDで発売されたのは9月24日公演。 |

## 第8次公演（LIRICA ITALIANA 1976）
1976年9月2日から10月2日まで、『カヴァレリア・ルスティカーナ』、『道化師』、『アドリアーナ・ルクヴルール』、『シモン・ボッカネグラ』の4演目が上演された。
本公演を以てNHKイタリア歌劇団公演は終了し、以降は、1979年のロイヤル・オペラ・ハウス、1980年のウィーン国立歌劇場 、1981年のスカラ座など海外歌劇場の引っ越し公演が本格化する。

| 初日    | 作曲家                       | 演目                                    | 出演者 | 指揮者、演出家                                                                  | 管弦楽団、合唱                                                    | 会場       | 備考                                                                                  |
| ------- | ---------------------------- | --------------------------------------- | --- | ------------------------------------------------------------------------------- | ----------------------------------------------------------------- | ---------- | ------------------------------------------------------------------------------------- |
| 9月2日  | マスカーニ、レオンカヴァッロ | カヴァレリア・ルスティカーナ、道化師    | カヴァレリア・ルスティカーナ サントゥッツァ： フィオレンツァ・コッソット, ローラ： ガブリエルラ・ノヴィエルリ, トゥリッドゥ： プラシド・ドミンゴ、ジョルジョ・メリーギ, アルフィオ： アッティリオ・ドラーツィ, ルチア： ネルラ・ヴェリ 道化師 ネッダ： エレナ・ヌンツィアータ, カニオ： プラシド・ドミンゴ, トニオ： ベニート・ディ・ベッラ, ペッペ： ピエロ・デ・パルマ, シルヴィオ： ロレンツォ・サッコマーニ | 指揮： オリヴィエロ・デ ファブリティース, 演出： アントネッロ・マダウ＝ディアツ | 管弦楽： NHK交響楽団, 合唱： 日本プロ合唱団連合、ひばり児童合唱団 | NHKホール, | テレビとFMで9月5日公演全曲が再放送されたが、公式には音声、映像共に発売されていない    |
| 9月20日 | チレア                       | アドリアーナ・ルクヴルール （日本初演） | アドリアーナ・ルクヴルール： モンセラート・カバリェ, ブイヨン公妃： フィオレンツァ・コッソット, マウリツィオ： ホセ・カレーラス, ブイヨン公： イヴォ・ヴィンコ, 僧院長： ピエロ・デ・パルマ, ミショネ： アッティリオ・ドラーツィ, ジュヴノ： シルリ・フォルトゥナート, ダンジュヴィル： ネルラ・ヴェリ, キノー： パオロ・マッツォッタ, ポワソン： ピエトロ・ディ ヴィエトリ, 執事： 高橋啓三                    | 指揮： ジャンフランコ・マシーニ, 演出： ジュゼッペ・デ・トマージ                | 管弦楽： NHK交響楽団, 合唱： 日本プロ合唱団連合                   | NHKホール, | テレビとFMで9月20日公演全曲が再放送されたが、公式には音声、映像共に発売されていない。 |
| 9月23日 | ヴェルディ                   | シモン・ボッカネグラ （日本初演）       | シモン・ボッカネグラ： ピエロ・カプッチルリ, ヤーコポ・フィエスコ ： ニコライ・ギャウロフ, パオロ・アルビアーニ： ロレンツォ・サッコマーニ, ピエトロ： パオロ・マッツォッタ, マリア・ボッカネグラ： カーティア・リッチャレッリ, ガブリエレ・アドルノ： ジョルジョ・メリーギ, 射手隊長 ： ピエトロ・ディ・ヴィエトリ, 侍女： シルリ・フォルトゥナート                                                            | 指揮： オリヴィエーロ・デ・ファブリティース, 演出： ブルーノ・ノフリ            | 管弦楽： NHK交響楽団, 合唱： 日本プロ合唱団連合                   | NHKホール, | DVDで発売されたのは9月26日公演。                                                      |